# Coup d'État de 1985 en Ouganda
Le coup d'État de 1985 en Ouganda est une prise de pouvoir militaire à motivation ethnique en Ouganda impliquant des éléments dissidents Acholi de l'Armée de libération nationale de l'Ouganda (UNLA), dirigés par le brigadier Bazilio Olara Okello, qui renversent avec succès le deuxième gouvernement de Milton Obote. L'armée nomme rapidement le général Tito Okello Lutwa président du Conseil militaire, qui sera destitué six mois plus tard par Yoweri Museveni et son Armée de résistance nationale (NRA).

## Contexte

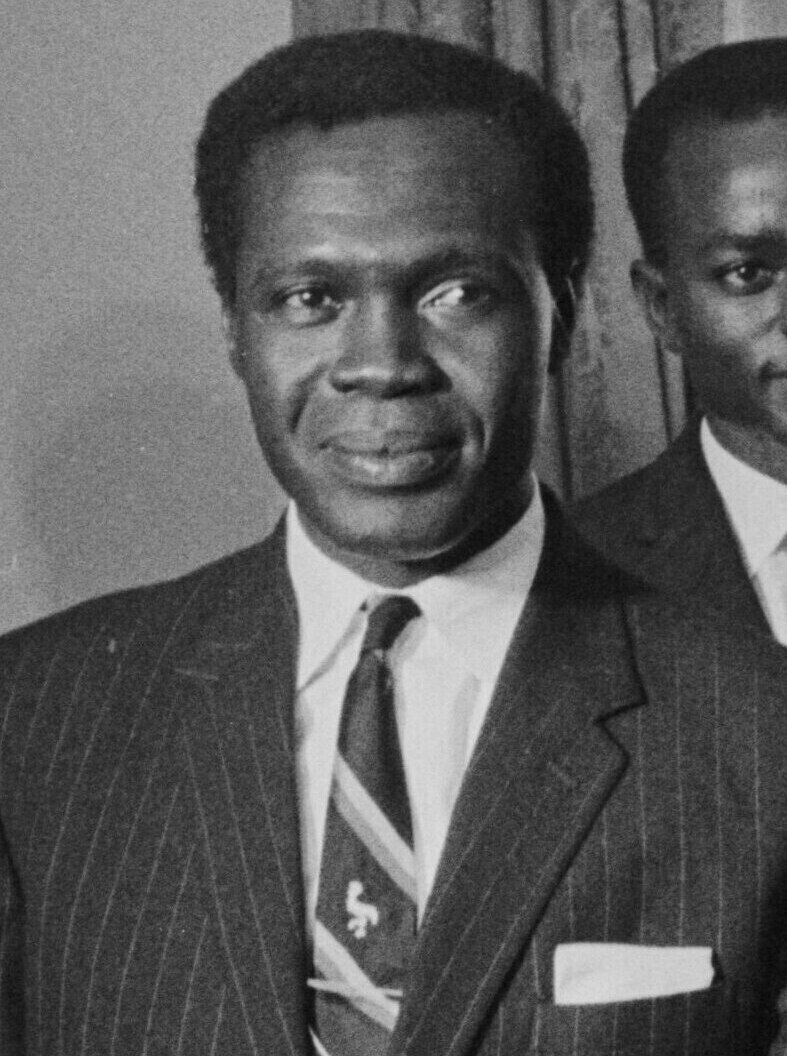
Milton Obote (ici photographié en 1962) reprend le pouvoir après les élections générales contestées de 1980 en Ouganda.

Après le renversement du dictateur Idi Amin par la Force de défense du peuple tanzanien (TPDF) et la coalition rebelle de l'Armée de libération nationale de l'Ouganda (UNLA), un nouveau gouvernement dirigé par le président Yusufu Lule est formé par le Front de libération nationale de l'Ouganda (UNLF) et les Tanzaniens. Cependant, le gouvernement de l'UNLF se révèle faible et instable, et est rapidement impliqué dans une série de crises. Alors qu'il essaie d'exercer son pouvoir, Lule est destitué par le puissant Comité consultatif national de l'UNLF le 20 juin 1979. Son successeur, Godfrey Binaisa, est également destitué en mai 1980, après quoi la Commission militaire de l'UNLF prend le contrôle de l'Ouganda'. Pendant ce temps, les restes de l'armée ougandaise (en) d'Amin lancent une insurrection dans le nord, déclenchant une guerre civile connue sous le nom de "guerre de brousse ougandaise". Alors même que les troubles violents se propagent, la Commission militaire est censée superviser les élections de 1980. Quatre partis y participent: le Congrès du peuple ougandais (UPC), le Mouvement patriotique ougandais (UPM), le Parti conservateur et le Parti démocrate. Le candidat de l’UPC, Milton Obote, qui a dirigé le pays de 1966 à 1971 avant d’être destitué par Amin Dada, remporte le scrutin avec 40 % des voix. Cependant, le candidat de l’UPM, Yoweri Museveni, conteste les résultats, affirmant que les élections ont été truquées et influencées par la Tanzanie pour rétablir Obote au pouvoir.
Museveni forme alors l'Armée de résistance populaire (ARP), un groupe d'insurgés, et s'engage dans la guerre de Bush. D'autres factions politiques se révoltent également contre les résultats des élections. Finalement, l'ARP fusionne avec un autre groupe rebelle et forme le Mouvement de résistance nationale (NRM), dont l’aile armée est surnommée l’Armée de résistance nationale (NRA). La NRA est principalement composée de membres des tribus du sud du pays qui s'opposent au régime du président Obote, notamment des Nkole et des Kigezi'.
Le gouvernement Obote nouvellement élu, héritant d'une armée inefficace en raison de la dislocation de l'armée d'Amin Dada pendant la guerre de libération, cherche à remédier à la situation en allouant une grande partie du budget national à l'armée. De ce fait, le ministère de la Défense affiche les dépenses estimées les plus élevées par rapport aux autres ministères pendant toute la durée du mandat d'Obote. En raison des insurrections persistantes, le gouvernement s'appuie fortement sur l'armée pour contrer les insurrections, ce qui conduit à une présence militaire constante. Cela anéantit les espoirs de voir l'armée perdre son influence sur la politique ougandaise après le renversement d'Amin Dada.
L'Armée nationale de libération de l'Ouganda (UNLA) après le régime d'Amin voit la représentation disproportionnée des soldats des Acholi, Lango et Ankole alors que de nombreux soldats de l'ouest de l'Ouganda sont partis rejoindre l'insurrection de Museveni, ce qui fait que l'UNLA est devenue dominée par les nordistes. Après la mort du général Oyite Ojok en décembre 1982, figure rassembleuse au sein de l'armée, les tensions ethniques s'intensifient, notamment entre les tribus Acholi et Lango. Le mécontentement au sein des rangs Acholi, qui couve déjà en raison de la marginalisation perçue et de traitements injustes, s'accroit encore lorsque Obote nomme un Lango comme successeur du général Ojok, le brigadier Smith Opon Acak, ce qui provoque également la colère du corps des officiers dominé par les Acholi'. Ses tentatives pour réprimer la dissidence parmi les officiers, notamment la surveillance et la formation d’une force paramilitaire à prédominance Langi, s'avèrent inefficaces et ne font qu’exacerber les tensions.

## Prélude
Bien que l’UNLA réussisse progressivement à contenir ou à vaincre plusieurs groupes rebelles à travers le pays', la NRA continue de poser un problème majeur. Pour tenter de vaincre définitivement le groupe, le haut commandement de l'UNLA ordonne au lieutenant-colonel John Charles Ogole de superviser les opérations anti-NRA. Ogole est un officier chevronné qui a mené avec succès des opérations anti-insurrectionnelles contre d'autres groupes', et sa "Brigade spéciale" est considérée comme l’une des unités les plus efficaces de l’UNLA'. Ogole obtient un certain succès, mais ne réussit finalement pas à éliminer la NRA.
Le 21 juin 1985, deux bataillons de la brigade spéciale de l'UNLA, dirigés par Eric Odwar (en) et Joseph Kiyengo, sont pris en embuscade et vaincus par la brigade mobile de la NRA lors de la bataille de Kembogo (en). Odwar qualifie l'affrontement de "catastrophe". Les historiens Tom Cooper et Adrien Fontanellaz soutiennent que la défaite de la Brigade spéciale "a porté un coup psychologique massif à l'ensemble de l'UNLA". Le même mois, la NRA remporte une autre victoire lors de la bataille de Rubona'. Ces revers démoralisent les troupes de l'UNLA, en particulier les soldats acholis, qui estiment subir de lourdes pertes sans aucun gain. L'armée devient de plus en plus critique à l'égard du commandement d'Obote'.
Les troubles commencent à s’intensifier peu après la bataille de Kembogo, lorsque les unités de l’UNLA se mutinent à Jinja et à Mbuya (en)'.

## Coup d'État
La tentative de coup d'État est initialement fomentée par des officiers supérieurs acholi, qui se sentent marginalisés au sein de l'armée et discutent de leurs plans lors de réunions tenues notamment au Kampala Club et à l'hôtel Apollo. Malgré un rapport des services de renseignement de l'État du 25 juillet 1985 indiquant que des responsables de l'armée semblent fomenter un coup d'État, le président Obote ne prend aucune mesure préventive et nie ces informations, estimant que le général Tito Okello et Basilio Olara Okello n'ont pas l'ambition de fomenter un coup d'État.
Avant le coup d'État, le Basilio recrute des milices sous couvert de lutte contre les voleurs de bétail karamojongs, intégrant de nombreux jeunes Acholi dans l'armée. Sous prétexte de lutter contre le vol de bétail, ses forces, notamment la brigade de l'armée du Nord qu'il commande, se dirigent vers la capitale Kampala, ignorant l'ampleur de leur mission. Le président Obote lance un mandat d'arrêt contre lui, et un responsable du gouvernement demande l'aide de l'attaché militaire nord-coréen, mais il estt trop tard.
Le 27 juillet, vers 11 heures, des troupes armées dans des camions et des jeeps arrivent dans les rues de Kampala, stupéfiant la population civile'. Ne rencontrant que peu ou pas de résistance, les troupes se rendent à des endroits et installations spécifiques, sortent de leurs camions et tirent avec leurs armes en l'air, provoquant la panique et la fuite de la plupart des gens. Ils prennent le contrôle de bureaux gouvernementaux clés, notamment le bâtiment du Parlement, le bureau de poste, la station de radio et la banque centrale, ainsi que le siège de l'UPC. En trois heures, les rues de la ville sont désertées, à l'exception des putschistes.
Au coucher du soleil, la résistance initiale des forces gouvernementales cède la place à des affrontements intenses. Les combats qui suivent donnent lieu à des pillages généralisés, les pillards saccageant les magasins et volant des voitures, causant d’importantes destructions à Kampala. Le chaos conduit à la fermeture temporaire des frontières du pays et de l'aéroport d'Entebbe, bien que 300 étrangers, dont 62 ressortissants américains, soient autorisés à quitter le pays. Les pillages continuent jusqu'à l'après-midi du 29 juillet, date à laquelle une grande partie de la ville a été saccagée'.
Le lieutenant Ochala Walter annonce le "coup d'État militaire total" et la fin du "régime tribaliste" d'Obote à la radio ougandaise, implorant le chef de la NRA, Yoweri Museveni, de se joindre aux efforts de reconstruction du pays. Le capitaine Kenneth Chana lit le même message en kiswahili. Après le coup d’État réussi, le nouveau gouvernement militaire suspend la constitution, dissout le parlement et renvoie tous les ministres du gouvernement. Un couvre-feu temporaire de 12 heures, de 18 heures à 6 heures du matin, est imposé pour rétablir l'ordre et la sécurité après les troubles. Le 29 juillet, le général Tito Okello est investi comme nouveau président de l’Ouganda.
Le président Obote s'enfuit au Kenya tandis que son cabinet cherche refuge en Tanzanie. Chris Rwakasisi, le chef de la sécurité d'Obote, est arrêté alors qu'il tente de fuir vers le Kenya. Entre-temps, le vice-président et ministre de la Défense d'Obote, Paul Muwanga, est nommé Premier ministre du pays. Idi Amin, qui vit en exil en Arabie saoudite après son éviction, exprime son souhait de rentrer au pays. Cependant, le gouvernement rejète fermement sa demande.

## Conséquences
Le nouveau conseil militaire est composé de neuf hommes, sous la direction du général Tito Okello. Le général promet également de mettre fin au tribalisme, d'organiser des élections libres et équitables et de respecter les droits de l'homme, promesse qu'il rompt face à la persistance des violations des droits humains sous son régime. Grâce à la médiation du président kenyan Daniel Moi, un accord est conclu à Nairobi, au Kenya, stipulant un cessez-le-feu plus tard dans l'année entre le pouvoir et ses opposants. Malgré cela, la NRA viole l'accord et reprend les combats le 17 janvier 1986, et prend finalement Kampala (en) le 26 janvier 1986, forçant le général Tito Okello à fuir vers le nord, au Soudan. Par la suite, les insurgés mettent en place un nouveau gouvernement avec Museveni à la tête de l’Ouganda.